# Meussia
Meussia est une commune française située dans le département du Jura, dans la région culturelle et historique de Franche-Comté et la région administrative Bourgogne-Franche-Comté.
Ses habitants sont appelés les « Mussinois » et les « Mussinoises ».

## Géographie
Meussia est une commune nichée sur le premier plateau du Jura.
À proximité du lac de Vouglans, elle fait partie de la Petite Montagne jurassienne.
Les villes de Lons-le-Saunier, Saint-Claude et Oyonnax sont sensiblement distantes d'une trentaine de kilomètres du bourg.
Moirans-en-Montagne, Clairvaux-les-Lacs, et Orgelet sont des bourgades localisées à 10 km du village.
La superficie de la commune est de 1364 hectares. L'altitude de la mairie est de 585 m.
La commune fait partie du Parc naturel régional du Haut-Jura, et elle se situe à la porte Nord de la Communauté de communes Jura Sud à laquelle elle appartient.

### Climat
Pour des articles plus généraux, voir Climat de la Bourgogne-Franche-Comté et Climat du département du Jura.
En 2010, le climat de la commune est de type climat de montagne, selon une étude du Centre national de la recherche scientifique s'appuyant sur une série de données couvrant la période 1971-2000. En 2020, Météo-France publie une typologie des climats de la France métropolitaine dans laquelle la commune est dans une zone de transition entre le climat semi-continental et le climat de montagne et est dans la région climatique Jura, caractérisée par une forte pluviométrie en toutes saisons (1 000 à 1 500 mm/an), des hivers rigoureux et un ensoleillement médiocre.
Pour la période 1971-2000, la température annuelle moyenne est de 9,2 °C, avec une amplitude thermique annuelle de 16,5 °C. Le cumul annuel moyen de précipitations est de 1 596 mm, avec 13,2 jours de précipitations en janvier et 9,8 jours en juillet. Pour la période 1991-2020, la température moyenne annuelle observée sur la station météorologique de Météo-France la plus proche, « Orgelet », sur la commune d'Orgelet à 9 km à vol d'oiseau, est de 11,0 °C et le cumul annuel moyen de précipitations est de 1 411,6 mm. 
La température maximale relevée sur cette station est de 40 °C, atteinte le 31 juillet 2020 ; la température minimale est de −18 °C, atteinte le 5 février 2012,,.
Les paramètres climatiques de la commune ont été estimés pour le milieu du siècle (2041-2070) selon différents scénarios d'émission de gaz à effet de serre à partir des nouvelles projections climatiques de référence DRIAS-2020. Ils sont consultables sur un site dédié publié par Météo-France en novembre 2022.

## Urbanisme

### Typologie
Au 1er janvier 2024, Meussia est catégorisée commune rurale à habitat dispersé, selon la nouvelle grille communale de densité à sept niveaux définie par l'Insee en 2022.
Elle est située hors unité urbaine et hors attraction des villes,.

### Occupation des sols
L'occupation des sols de la commune, telle qu'elle ressort de la base de données européenne d’occupation biophysique des sols Corine Land Cover (CLC), est marquée par l'importance des forêts et milieux semi-naturels (84,9 % en 2018), en diminution par rapport à 1990 (89,5 %). La répartition détaillée en 2018 est la suivante :
forêts (62,3 %), milieux à végétation arbustive et/ou herbacée (22,5 %), prairies (11,8 %), zones urbanisées (3,4 %). L'évolution de l’occupation des sols de la commune et de ses infrastructures peut être observée sur les différentes représentations cartographiques du territoire : la carte de Cassini (XVIIIe siècle), la carte d'état-major (1820-1866) et les cartes ou photos aériennes de l'IGN pour la période actuelle (1950 à aujourd'hui).

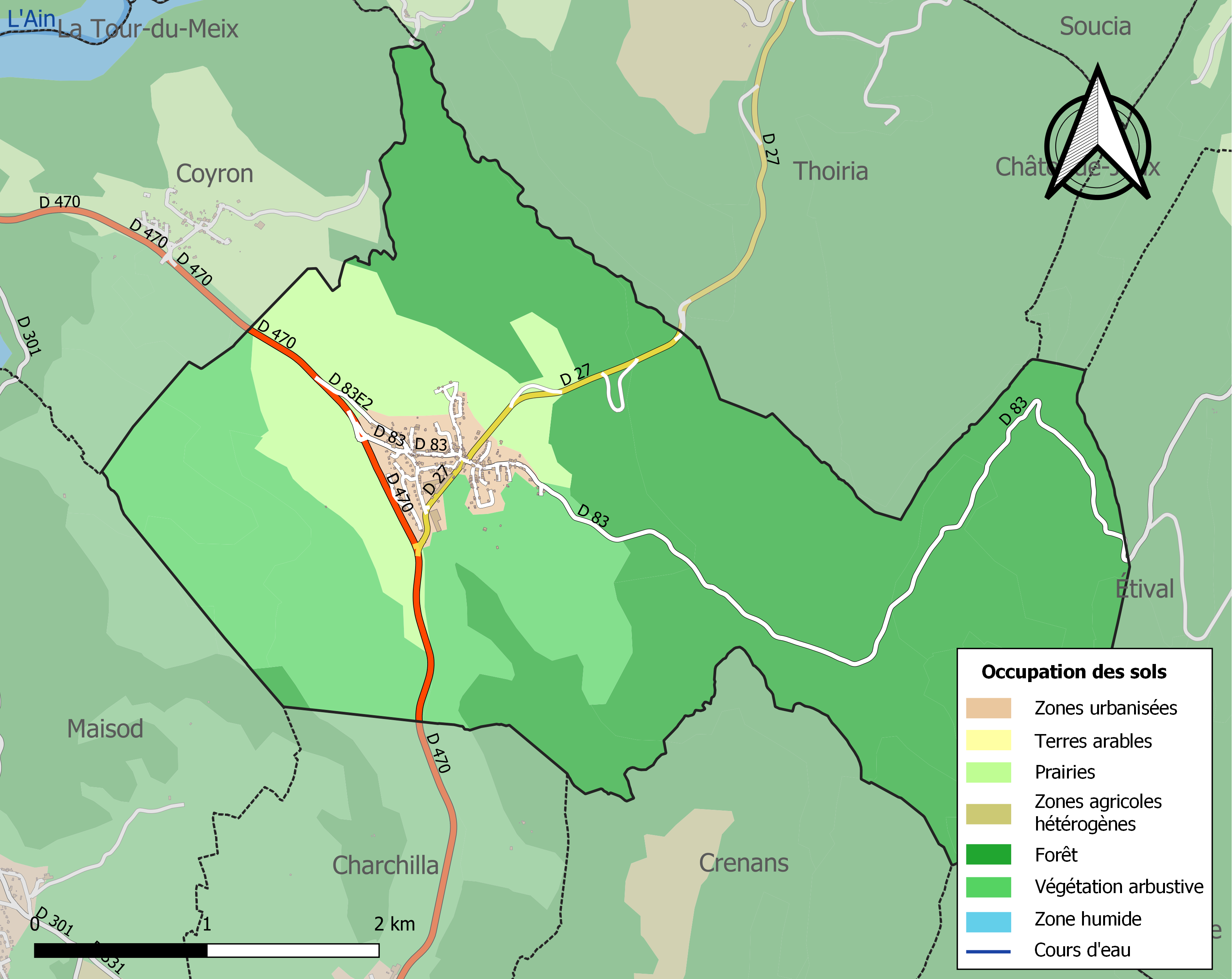
Carte des infrastructures et de l'occupation des sols de la commune en 2018 (CLC).

## Histoire
(août 2010).
Si vous disposez d'ouvrages ou d'articles de référence ou si vous connaissez des sites web de qualité traitant du thème abordé ici, merci de compléter l'article en donnant les références utiles à sa vérifiabilité et en les liant à la section « Notes et références ».
Nom latin : Musciacum
- IXe siècle : Le village de Meussia fait son apparition dans les écrits.
- 1316 : La chapelle de Meussia est nommée succursale de la paroisse de Charchilla, mais sans droit de cimetière.
- XVIe siècle : Présence de plusieurs manufactures de draps.
- XVIIe siècle : Présence d'un château sur le territoire communal, la destruction de ce monument est fixée par Louis XIV.
- 1636 : Perte de la fonction de succursale de la chapelle pendant la guerre.
- 1636 - 1640 : Pillage et mise en ruines du château par les Français.
- 20 mai 1670 : Vente de la place où était situé le château à un particulier. Son occupation n'est pas reconnaissable, on ne présume plus l'existence de cet édifice à ce moment.
- 1705 : Premiers registres de la commune.
- 22 septembre 1757 : Décret qui érige la chapelle en succursale de l'église de Charchilla avec Coyron pour annexe.
- 1791 : Vente à l'état de la maison seigneuriale qui sert de logement aux religieux.
- 1833 : Construction de l'église.
- 1842 : Fin de l'extraction du minerai de fer pour les forges de Clairvaux-les-lacs.
- 6 juin 1898 : Les travaux de construction de la voie des chemins de fer vicinaux du Jura reliant Saint-Claude à Lons-le-Saunier via Conliège, Clairvaux, Meussia, Moirans-en-Montagne et Saint-Lupicin sont commencés. Le premier "Tacot" (petit train) relie Lons-le-Saunier à Saint-Claude à la fin de l'année.
- 1948 : La ligne Lons-le-Saunier - Saint-Claude est fermée.
- 1993-1994 : Rénovation de l'église.
- 2009-2010 : Construction de la nouvelle mairie en place et lieu de l'ancienne poste communale.

Communes de France finissant en -a

## Politique et administration
| Période | Période  | Identité        | Étiquette | Qualité                      |
| ------- | -------- | --------------- | --------- | ---------------------------- |
| 1951    | 1964     | René JOUFFROY   |           | Industriel-Chef d’entreprise |
| 1964    | 1973     | Charles DALLOZ  |           |                              |
| 1973    | 1980     | Jean BOISSON    |           | Industriel-Chef d’entreprise |
| 1980    | 1994     | Pierre JOUFFROY |           | Industriel-Chef d’entreprise |
| 1994    | 2001     | Louis BURRI     |           | Instituteur                  |
| 2001    | 2020     | Pascal Garofalo |           |                              |
| 2020    | En cours | Isabelle Tissot |           |                              |

## Démographie
L'évolution du nombre d'habitants est connue à travers les recensements de la population effectués dans la commune depuis 1793. Pour les communes de moins de 10 000 habitants, une enquête de recensement portant sur toute la population est réalisée tous les cinq ans, les populations de référence des années intermédiaires étant quant à elles estimées par interpolation ou extrapolation. Pour la commune, le premier recensement exhaustif entrant dans le cadre du nouveau dispositif a été réalisé en 2006.

En 2022, la commune comptait 439 habitants, en évolution de +3,54 % par rapport à 2016 (Jura : −0,81 %, France hors Mayotte : +2,11 %).
| 1793 | 1800 | 1806 | 1821 | 1831 | 1836 | 1841 | 1846 | 1851 |
| ---- | ---- | ---- | ---- | ---- | ---- | ---- | ---- | ---- |
| 450  | 514  | 520  | 503  | 487  | 422  | 431  | 429  | 412  |

| 1856 | 1861 | 1866 | 1872 | 1876 | 1881 | 1886 | 1891 | 1896 |
| ---- | ---- | ---- | ---- | ---- | ---- | ---- | ---- | ---- |
| 415  | 385  | 377  | 319  | 298  | 327  | 284  | 273  | 246  |

| 1901 | 1906 | 1911 | 1921 | 1926 | 1931 | 1936 | 1946 | 1954 |
| ---- | ---- | ---- | ---- | ---- | ---- | ---- | ---- | ---- |
| 260  | 252  | 252  | 225  | 237  | 241  | 205  | 197  | 190  |

| 1962 | 1968 | 1975 | 1982 | 1990 | 1999 | 2006 | 2011 | 2016 |
| ---- | ---- | ---- | ---- | ---- | ---- | ---- | ---- | ---- |
| 250  | 302  | 391  | 417  | 393  | 382  | 385  | 446  | 424  |

| 2021 | 2022 | - | - | - | - | - | - | - |
| ---- | ---- | - | - | - | - | - | - | - |
| 433  | 439  | - | - | - | - | - | - | - |

## Économie
L'activité industrielle comporte principalement de la plasturgie et de l'artisanat du bois (tournerie).

## Lieux et monuments

### Voies
| 18 odonymes recensés à Meussia au 17 novembre 2013            | 18 odonymes recensés à Meussia au 17 novembre 2013 | 18 odonymes recensés à Meussia au 17 novembre 2013 | 18 odonymes recensés à Meussia au 17 novembre 2013 | 18 odonymes recensés à Meussia au 17 novembre 2013 | 18 odonymes recensés à Meussia au 17 novembre 2013 | 18 odonymes recensés à Meussia au 17 novembre 2013 | 18 odonymes recensés à Meussia au 17 novembre 2013 | 18 odonymes recensés à Meussia au 17 novembre 2013 | 18 odonymes recensés à Meussia au 17 novembre 2013 | 18 odonymes recensés à Meussia au 17 novembre 2013 | 18 odonymes recensés à Meussia au 17 novembre 2013 | 18 odonymes recensés à Meussia au 17 novembre 2013 | 18 odonymes recensés à Meussia au 17 novembre 2013 | 18 odonymes recensés à Meussia au 17 novembre 2013 | 18 odonymes recensés à Meussia au 17 novembre 2013 |
| Allée                                                         | Avenue                                             | Bld                                                | Chemin                                             | Cours                                              | Impasse                                            | Montée                                             | Passage                                            | Place                                              | Quai                                               | Rd-point                                           | Route                                              | Rue                                                | Ruelle                                             | Autres                                             | Total                                              |
| ------------------------------------------------------------- | -------------------------------------------------- | -------------------------------------------------- | -------------------------------------------------- | -------------------------------------------------- | -------------------------------------------------- | -------------------------------------------------- | -------------------------------------------------- | -------------------------------------------------- | -------------------------------------------------- | -------------------------------------------------- | -------------------------------------------------- | -------------------------------------------------- | -------------------------------------------------- | -------------------------------------------------- | -------------------------------------------------- |
| 0                                                             | 0                                                  | 0                                                  | 0                                                  | 0                                                  | 2                                                  | 1                                                  | 0                                                  | 1                                                  | 0                                                  | 0                                                  | 1                                                  | 11                                                 | 0                                                  | 2                                                  | 18                                                 |
| Notes « N »                                                   |                                                    |                                                    |                                                    |                                                    |                                                    |                                                    |                                                    |                                                    |                                                    |                                                    |                                                    |                                                    |                                                    |                                                    |                                                    |
| Sources : rue-ville.info & OpenStreetMap & FNACA-GAJE du Jura |                                                    |                                                    |                                                    |                                                    |                                                    |                                                    |                                                    |                                                    |                                                    |                                                    |                                                    |                                                    |                                                    |                                                    |                                                    |

### Édifices
- Église de l'Assomption-de-la-Mère-de-Dieu, au centre du village.

## Héraldique
| Blason de Meussia | Blason  | Taillé d'or et d'azur, à la tourelle d'argent maçonnée de sable brochant en cœur. |
| Blason de Meussia | Détails | Le statut officiel du blason reste à déterminer.                                  |